# Автомобильный транспорт в КНР
Автотранспорт в Китае — совокупность автотранспортных средств и соответствующей инфраструктуры в Китае (КНР)

## Инфраструктура
В первые годы после образования КНР (1949) в стране насчитывалось всего лишь 80,7 тыс. км шоссейных дорог. За 65 лет, к 2009 году, общая протяженность шоссейных дорог в стране увеличилась в 50 раз. 
На конец 2014 года протяжённость автодорог (включая сельские) превышала 4,2 млн км; общая длина современных автомагистралей составляла 111,95 тыс. км (в одном только 2014 году было введено в строй 7,45 тыс. км скоростных автострад). 
В 2020 году общая длина дорог, построенных для скоростного движения, составила 161 тыс. км., к 2025 году протяженность автомагистралей достигнет 190 тыс. км.
Среди известных дорог — Каракорумское шоссе и Бирманская дорога.
Мосты: см. List of bridges in China, List of largest bridges in China (самые большие).

## Автотранспорт
Автомобильная промышленность Китая, ставшая в XXI веке мировым лидером, ежегодно выпускает более двух десятков миллионов машин, что больше чем производят два прежних мировых лидера, США и Япония, вместе взятые.
На сегодня китайский автопром уже освоил выпуск автомобилей, соответствующих стандарту Евро-5. 
Китайское правительство активно призывает к разработке экологически чистых и экономичных автомобилей. В 2012 году в КНР началась реализация правительственной программы перехода к выпуску автомобилей на альтернативном топливе или «новых источниках энергии» (NEV), включающих как электромобили (BEV), так и гибридные автомобили (HEV и PHEV).  

### На альтернативной энергии
После застоя с выпуском NEV в 2012—2013 гг., были предприняты дополнительные меры стимулирования в виде льгот на приобретение электромобилей, что привело к бурному росту именно этого сегмента авторынка, начиная с 2014 года. Кроме того, с середины 2010-х начался активный рост сегмента электробусов, преимущественно городских. 
Рынок легковых электромобилей и подзаряжаемых гибридов в 2016 году превысил 500 тыс., а в 2017 году — 777 тыс. ед. (рост на 53,3 %, рынок NEV составил 2,7 % от всего рынка, что на 0,9 % выше показателя 2016 года). 

Для дальнейшего развития рынка NEV правительством КНР, начиная с 2019 года, введены обязательные квоты на продажу электромобилей всеми отечественными и иностранными автопроизводителями, которые затем должны ежегодно повышаться с 8,5 % (в 2019) до 12,5 % (в 2021). При этом льготы на приобретение BEV и PHEV сохранены до 2020 года, но лишь для продукции производства КНР. 
С 2017 года значительно расширяется выпуск коммерческих автомобилей на Сжатом природном газе (метане) и ведутся работы по расширению применения Сжиженного природного газа.
В 2024 г. в провинции Цзянсу (Восточный Китай) завершаетя строительство первой в Китае демонстрационной зоны для "умной" зарядки автомобилей и замены аккумуляторов (зона охватывает почти 500 кв. км в городах Сучжоу, Уси и Чанчжоу).
Там построено примерно 1300 зарядных установок и планируется обслуживать более 500 тыс. водителей транспортных средств на новых источниках энергии (NEV); в Уси система замены аккумуляторов позволянт водителям менять батареи всего за 80 секунд, в дальнейшем эти системы будут также распространены по всей территории демонстрационной зоны.
В новой зоне используются интеллектуальные алгоритмы, помогающие водителям находить наиболее быстрые и экономичные варианты для зарядки, включая подходящее время и расположение зарядных устройств, благодаря которой сократится время ожидания в очереди, необходимое для зарядки.